# Dire Straits
Dire Straits là một ban nhạc rock của Vương quốc Anh, thành lập vào năm 1977 gồm Mark Knopfler (hát và chơi ghi ta), em trai David Knopfler (chơi ghi ta), John Illsley (chơi ghi ta bass) và Pick Withers (chơi trống), và người quản lý là Ed Bicknell. Mặc dù ban nhạc được thành lập vào thời kỳ thịnh hành của punk rock, Dire Straits đã hoạt động theo "classic" rock. Những ngày đầu hoạt động âm nhạc, Mark và David thường sử dụng thiết bị có công suất thấp, cho phép người chủ quán rượu có thể trò chuyện trong khi họ chơi nhạc. Mặc dù việc làm này có vẻ kỳ quặc khi chơi nhạc rock and roll, Dire Straits sớm thu được thành công lớn với album bạch kim đầu tiên của mình.
Những bài hát nổi tiếng nhất của ban nhạc là: "Sultans of Swing", "Romeo and Juliet", "Money for Nothing" và "Brothers in Arms".

## Lịch sử
Dire Straits đã ghi âm và phát hành album đầu tiên, album cùng tên vào năm 1978 chỉ để phô trương một ít nhưng 5 tháng sau khi đĩa đơn "Sultans of Swing" được phát hành, nó đã trở thành đĩa đơn bán chạy nhất và các album thì được mua hết sạch. Album thứ hai, Communiqué, được phát hành sớm ngay sau đó; cả hai album đều mang đặc điểm âm thanh là stripped-down, khuynh hướng blues của nhóm dần lộ rõ với những ca khúc chậm rãi. Abum thứ ba, Making Movies sản xuất năm 1980 có sự tham gia của Roy Bittan, một nhạc công chơi keyboard đến từ ban nhạc của Bruce Springsteen), đánh dấu một hướng phát triển mới trong tổ chức và sản xuất trong sự nghiệp âm nhạc của ban nhạc. "Making Movies" cũng đánh dấu sự ra đi của David Knopfler. Đây là album mang nhiều âm hưởng rock của Dire Straits nhất.
Tháng 3 năm 1979, Bob Dylan đã mời Dire Straits cùng chơi nhạc trong album Slow train coming của mình và đây được coi như là một hành động vinh danh các tài năng đến từ bên kia Đại Tây Dương.
Tay chơi keyboard Alan Clark và Californian, tay chơi ghi ta Hal Lindes đã tham gia ban nhạc Dire Straits cho album thứ tư của họ, Love Over Gold vào năm 1982, do Mark Knopfler tự sản xuất. Ngay sau khi album phát hành, tay trống Pick Withers rời khỏi ban nhjac để theo nghiệp nhạc jazz. Vị trí này đã bị thay thế bởi cựu thành viên, tay trống của ban nhạc Rockpile là Terry Williams.
Hai album thu trực tiếp Alchemy làm năm 1984 được sản xuất trước khi phát hành album Brothers in Arms vào năm 1985. Nó tiếp tục là album bán chạy nhất ở Vương quốc Anh năm đó và cũng là album nổi tiếng trên thế giới, bài "Money for Nothing" là một trong những bài được chiếu đầu tiên trên kênh truyền hình MTV của Anh.
Sự thành công về tài chính của album Brothers in Arms đã trợ giúp lớn trong việc trở thành một trong những đĩa ghi âm kỹ thuật số đầu tiên và việc sản xuất dạng đĩa compact mới.
Tại buổi ra mắt bài "Money For Nothing" Dire Straits đã trình diễn với Sting.
Sau chuyến lưu diễn Brothers In Arms với 10 đêm ở sân Wembley Arena, ban nhạc tiếp tục có sự gián đoạn một thời gian dài, và Mark Knopfler vào dự án hát solo và làm việc với Notting Hillbillies. Dire Straits đã tập hợp lại trong buổi hoà nhạc kỷ niệm sinh nhật lần thứ 70 của Nelson Mandela vào năm 1988 và Eric Clapton cũng tham gia cùng, trước lần tập hợp lại để thu âm cho album mới vào năm 1990. Kết quả đạt được là album cuối cùng, On Every Street phát hành năm 1991, 6 năm sau khi phát hành Brothers In Arms, là sự khen chê lẫn lộn và thành công vừa phải. Nó không được bán chạy như các đĩa khác và chuyến lưu diễn sau đó cũng không thành công như tua diễn vào năm 1985 - 1986. Album On The Night, phát hành vào năm 1993, là tư liệu cho chuyến lưu diễn đó.
Sau khi phát hành album Live at the BBC một tuyển tập của những bài thu âm trực tiếp từ năm 1978, Dire Straits dã giải tán ban nhạc vào năm 1995, sau khi Knopfler từ chối chuyến một lưu diễn có quy mô lớn và anh ngay lập tức đi làm một công việc khác và hát solo, và các thành viên khác cũng theo nghiệp solo riêng của họ.
Thành phần ban nhạc thay đổi theo các năm, chỉ có Mark Knopfler và John Illsley là những thành viên tham gia từ đầu. Hal Lindes đã rời ban nhạc vào năm 1985 trong khi đang ghi đĩa Brothers in Arms và người thay thế là Jack Sonni. Vào năm 1990 Dire Straits gồm có 4 thành viên chính: Knopfler, Illsley, Alan Clark và Guy Fletcher. Terry Williams đã rời ban nhạc vào năm 1988. Album On Every Street bắt đầu thực hiện và chuyến lưu diễn tiếp theo được triển khai đã gia tăng số thành viên làm part-time, cả tay trống người Mỹ được đề cao là Jeff Porcaro từ ban nhạc Toto (mặc dù Chris Whitten đã chơi trống trong chuyến lưu diễn đó). Bài hát "The Bug", từ album On Every Street có giọng hát của Vince Gill, người đã từ chối lời mời tham gia ban nhạc với tư cách là một thành viên chính thức.
Ba album hay nhất đã phát hành, album được biên tập lại gần đây nhất là Private Investigations: The Best of Dire Straits and Mark Knopfler vào tháng 11 năm 2005, nó tổng hợp từ phần nhiều những album được làm từ phòng thu âm của Dire Straits và phần hát solo của Mark Knopfler.
Mặc dù nổi tiếng là một ban nhạc rock, nhưng nhạc của Dire Straits chưa bao giờ thể hiện được khuynh hướng rock một cách rõ ràng, nó luôn là phong cách rock/blues.
Cho đến nay, Dire Straits và Mark Knopfler đã bán hơn 118 triệu album.

## Các thành viên của Dire Straits
- Mark Knopfler - chơi ghi ta và hát chính (1977-1995)
- John Illsley - chơi ghi ta bass và hát đệm (1977-1995)
- Alan Clark - chơi keyboard (1980-1995)
- Guy Fletcher - chơi keyboard và hát đệm (1984-1995)

#### Thành viên cũ
- David Knopfler - chơi ghi ta, keyboard và hát đệm (1977-1980)
- Pick Withers - chơi trống và bộ gõ (1977-1982)
- Hal Lindes - chơi ghi ta và hát đệm (1980-1985)
- Terry Williams - chơi trống và bộ gõ (1982-1988)
- Jack Sonni - chơi ghi ta (1985-1987)

## Hoạt động

### Các album chính
- 1978 Dire Straits (Bán được 15 triệu bản trên khắp thế giới)
- 1979 Communiqué (Bán được 7 triệu bản trên khắp thế giới)
- 1980 Making Movies (Bán được 1 triệu bản ở Mỹ)
- 1982 Love Over Gold (Bán được 500.000 bản ở Mỹ)
- 1983 ExtendedancEPlay
- 1985 Brothers in Arms (Bán ở Mỹ: 9 triệu bản, YThế giới: 25 triệu bản.)
- 1991 On Every Street (Bán được 1 triệu bản ở Mỹ)

### Các album thu trực tiếp
- 1984 Alchemy (Bán được 0,5 triệu bản ở Mỹ) (hát ở London)
- 1993 On The Night
- 1995 Live at the BBC

### Tái bản
- 1988 Money for Nothing (Bán được 1 triệu bản ở Mỹ)
- 1998 Sultans of Swing: The Very Best of Dire Straits (có cả đĩa DVD)
- 2005 The Best of Dire Straits & Mark Knopfler: Private Investigations

### Các đĩa đơn nổi tiếng
- "Sultans of Swing" (1979) #8 Anh; #4 Mỹ
- "Lady Writer" (1979) #51 Anh
- "Romeo and Juliet" (1981) # Anh
- "Skateaway" (1981) #37 Anh
- "Private Investigations" (1982) #2 Anh
- "Twisting by the Pool" (1983) #14 Anh
- "So Far Away" (1985) #20 Anh; #19 Mỹ
- "Money for Nothing" (1985) #4 Anh; #1 (3 tuần) Mỹ
- "Brothers in Arms" (1985) #16 Anh
- "Walk of Life" (1986) #2 Anh; #7 Mỹ
- "Your Latest Trick" (1986) #26 Anh
- "Calling Elvis" (1991) #21 Anh
- "Encores EP" (1993) #31 Anh